# Gypsophila robusta
Gypsophila robusta là loài thực vật có hoa thuộc họ Cẩm chướng. Loài này được Grossh. mô tả khoa học đầu tiên năm 1920.